# Elbdeichvorland
Das Naturschutzgebiet Elbdeichvorland liegt auf dem Gebiet des Landkreises Prignitz in Brandenburg.
Das Gebiet mit der Kenn-Nummer 1383 wurde mit Verordnung vom 16. Mai 1990 unter Naturschutz gestellt. Das 687 ha große Naturschutzgebiet erstreckt sich westlich und südwestlich des Kernortes Cumlosen entlang der Elbe. In der Elbmitte verläuft die Landesgrenze zu Sachsen-Anhalt. Die B 195 verläuft östlich.